# Svarthuvad nötskrika
Svarthuvad nötskrika (Garrulus lanceolatus) är en asiatisk bergslevande tätting i familjen kråkfåglar som förekommer i västra Himalaya.

## Utseende och läten
Svarthuvad nötskrika är en omisskännlig kråkfågel med en kroppslängd på 33 cm. Den har svart huvud med förlängda hjässfjädrar som den kan resa i en rufsig tofs samt en lysande ljus näbb. Strupen är vitstreckad, kroppen gråskär och vingarna huvudsakligen blå med vit skulderfläck. Den långa stjärten är blå och bandad. Lätena är skrän påminnande om nötskrikans.

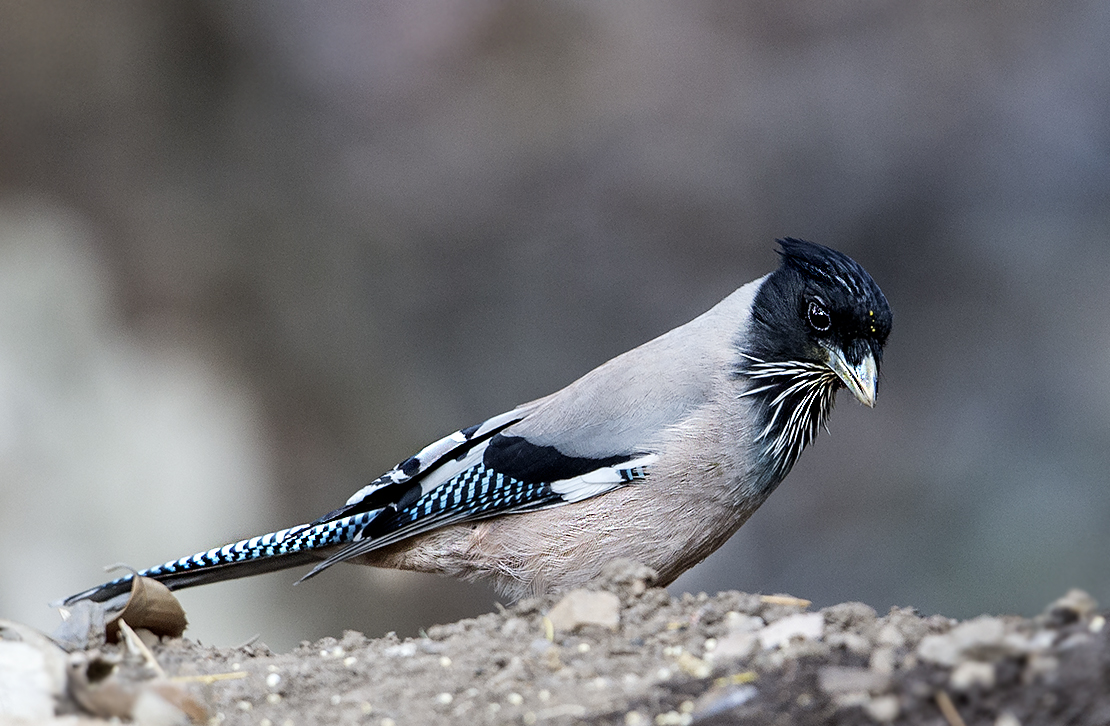

## Utbredning och systematik
Svarthuvad nötskrika förekommer i Himalaya, från östra Afghanistan (bergstrakter nära Kabul och Paktia) och västra Himalaya genom norra Pakistan (i syd till bergskedjan Safed Koh) och Kashmir (dock ej Valedalen) österut till Nepal (österut till trakterna kring Kathmandu). Den behandlas som monotypisk, det vill säga att den inte delas in i några underarter.

## Levnadssätt
Svarthuvad nötskrika återfinns i öppen skog i bergstrakter, även påverkad av människan och nära bebyggelse, på 1500 till 4000 meters höjd, vintertid lägre. Den ses ofta i par eller små grupper, ibland med upp till 40 individer tillsammans med nötskrika och gulnäbbad blåskata. Fågeln är en allätare som lever av insekter, växtdelar, små ödlor, ägg, fågelungar och as. Liksom andra nötskrikor plockar den ekollon och gömmer dem för framtida användning. 

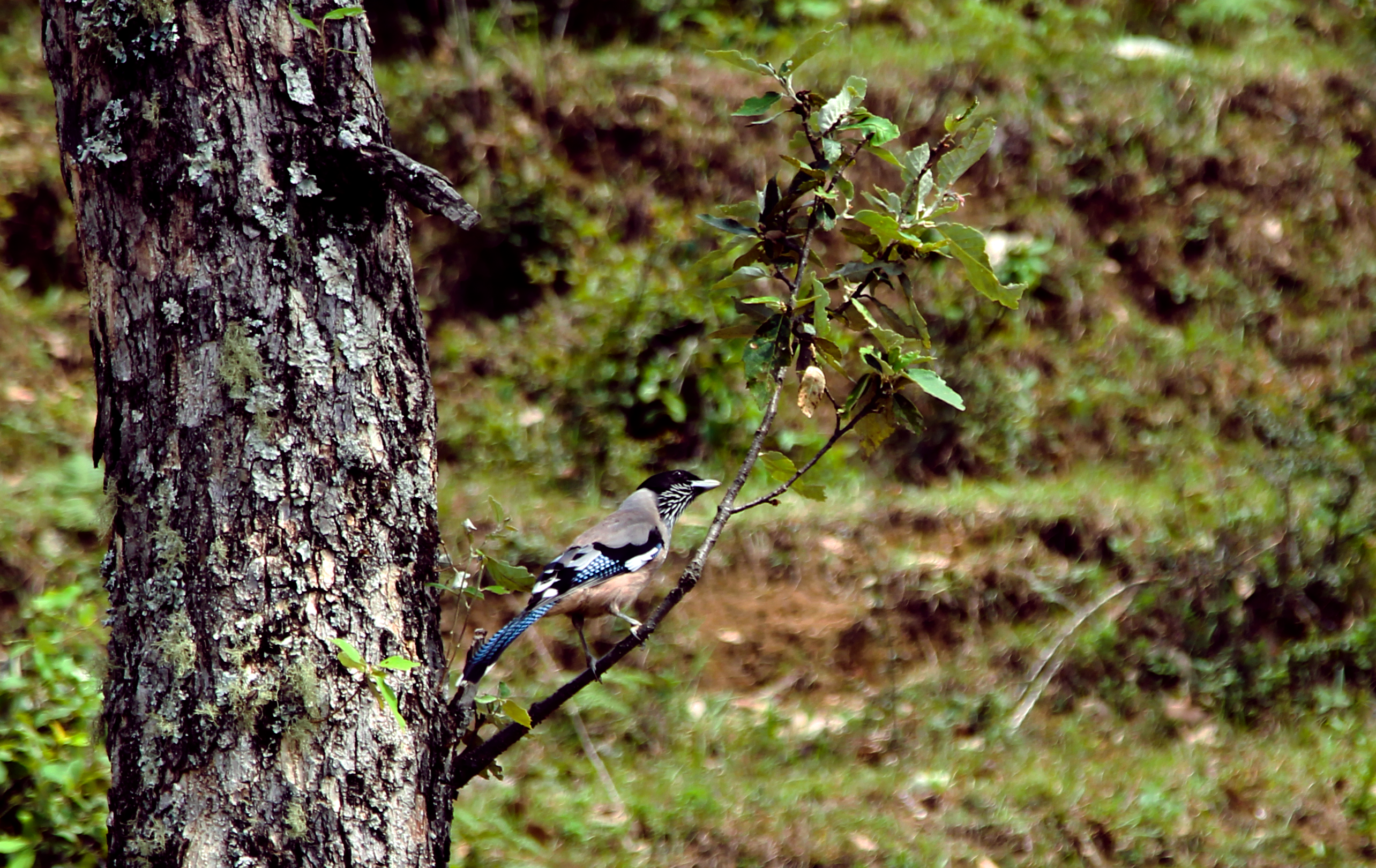

### Häckning
Den svarthuvade nötskrikan häckar sker i april och maj. Den bygger sitt bo i träd eller buskar, vari den lägger tre till fem ägg som ruvas i 16 dagar. Båda föräldrarna matar ungarna.

## Status och hot
Arten har ett stort utbredningsområde, men tros minska i antal, dock inte tillräckligt kraftigt för att den ska betraktas som hotad. Internationella naturvårdsunionen IUCN listar arten som livskraftig (LC). Världspopulationen har inte uppskattats men den beskrivs som relativt vanlig, dock mindre vanlig i Nepal.

### Trycka källor
- Rasmussen PC & JC Anderton (2005). Birds of South Asia: The Ripley Guide. Volume 2. Smithsonian Institution & Lynx Edicions. sid. 205
- Rowley, Ian; Russell, Eleanor (2009). Handbook of the Birds of the World. Volume 14: Bush-shrikes to Old World Sparrows. Barcelona: Lynx Edicions. sid. 272–285. ISBN 978-84-96553-50-7